# UPT Doro O'o
UPT Doro O'O is een bestuurslaag in het regentschap Bima van de provincie West-Nusa Tenggara, Indonesië. UPT Doro O'O telt 202 inwoners (volkstelling 2010).